# Hypocrites obtusipennis
Hypocrites obtusipennis là một loài bọ cánh cứng trong họ Cerambycidae.